# La Moneuse
La Moneuse is een Belgisch bier van hoge gisting.
Het bier wordt sinds 1988 gebrouwen in Brasserie de Blaugies te Blaugies. De naam verwijst naar Antoine Joseph Moneuse, een gevreesd bandiet en leider van een dievenbende Chauffeurs du Nord. Zij zouden de voeten van hun slachtoffers in de stookplaats gestoken hebben tot ze verklapten waar hun geld verborgen was. Brouwster Marie-Robert Pourtois zou een afstammelinge zijn van deze beruchte bandiet.

## Varianten
- La Moneuse, amberkleurig bier met een alcoholpercentage van 8%
- La Moneuse Spéciale Noël, donker amber kerstbier met een alcoholpercentage van 8%. Deze versie wordt sinds 1993 gebrouwen